# Ізмайлівська сільська рада
| Ізмайлівська сільська рада — колишній орган місцевого самоврядування у Олександрійському районі Кіровоградської області з адміністративним центром у с. Ізмайлівка. Сільській раді були підпорядковані населені пункти: - с. Ізмайлівка - с. Видне - с. Гайок - с. Королівка - с. Піщаний Брід - с. Пустельникове |

## Склад ради
Рада складалася з 16 депутатів та голови.

### Керівний склад ради
| ПІБ                       | Основні відомості                                                 | Дата обрання | Дата звільнення |
| ------------------------- | ----------------------------------------------------------------- | ------------ | --------------- |
| Сироватка Микола Павлович | Сільський голова, 1956 року народження, освіта, безпартійний      | 26.03.2006   | 31.10.2010      |
| Сироватка Микола Павлович | Сільський голова, 1956 року народження, освіта вища, безпартійний | 31.10.2010   | 25.10.2015      |

Примітка: таблиця складена за даними джерела

## Населення
Згідно з переписом УРСР 1989 року чисельність наявного населення сільської ради становила 1195 осіб, з яких 523 чоловіки та 672 жінки.
За переписом населення України 2001 року в сільській раді мешкали 1132 особи.

### Мова
Розподіл населення за рідною мовою за даними перепису 2001 року:
| Мова       | Відсоток |
| ---------- | -------- |
| українська | 95,50 %  |
| російська  | 3,09 %   |
| угорська   | 0,88 %   |
| молдовська | 0,44 %   |
| болгарська | 0,09 %   |